# Nutrexpa
Nutrexpa är ett spanskt livsmedelsföretag. Nutrexpa har tillverkat Granja San Francisco, Cola Cao och La Piara pâté. Nutrexpa grundades på 1940-talet. Kontoret ligger i Barcelona, Spanien. Grundarna heter José Ignacio Ferrero Cabanach och José María Ventura Mallofré.